# Mathias Bringaker
Mathias Idsøe Bringaker (Jørpeland, 30 gennaio 1997) è un calciatore norvegese, attaccante del Mjøndalen.

## Carriera

### Club
Bringaker è cresciuto nelle giovanili dello Staal, per cui ha avuto occasione di giocare anche in 3. divisjon. Nel 2013 è stato ingaggiato dal Viking, che lo ha inizialmente aggregato alla formazione giovanile.
Nel 2016 ha firmato un contratto professionistico con il club e il 14 marzo dello stesso anno ha esordito in Eliteserien, subentrando a Patrick Pedersen nella vittoria per 0-2 maturata sul campo del Vålerenga, in cui ha realizzato una rete.
Il 29 marzo 2018 è stato ingaggiato a titolo definitivo dallo Start: ha firmato un contratto triennale col nuovo club e ha scelto di vestire la maglia numero 20. Il 9 aprile successivo ha debuttato in squadra, subentrando ad Aron Sigurðarson nella sconfitta per 1-0 in casa del Lillestrøm. Il 24 giugno ha realizzato il primo gol, nel 2-0 inflitto al Kristiansund BK.
Il 26 gennaio 2021 è stato ingaggiato dal Sandnes Ulf, a cui si è legato con un accordo biennale.
Il 1º aprile 2022 ha firmato un accordo annuale con il Kongsvinger.
Il 20 gennaio 2023 è stato reso noto il suo passaggio al Mjøndalen, a parametro zero. Il 4 giugno 2024 ha prolungato l'accordo che lo legava al club, fino al 31 dicembre 2026.

### Nazionale
Bringaker ha rappresentato la Norvegia a livello Under-15 e Under-16.

## Statistiche

### Presenze e reti nei club
Statistiche aggiornate al 20 gennaio 2023.
| Stagione      | Club          | Campionato    | Campionato | Campionato | Coppe nazionali | Coppe nazionali | Coppe nazionali | Coppe continentali | Coppe continentali | Coppe continentali | Supercoppe | Supercoppe | Supercoppe | Totale | Totale |
| Stagione      | Club          | Comp          | Pres       | Reti       | Comp            | Pres            | Reti            | Comp               | Pres               | Reti               | Comp       | Pres       | Reti       | Pres   | Reti   |
| ------------- | ------------- | ------------- | ---------- | ---------- | --------------- | --------------- | --------------- | ------------------ | ------------------ | ------------------ | ---------- | ---------- | ---------- | ------ | ------ |
| 2012          | Staal         | 3D            | 5          | 2          | CN              | 0               | 0               | -                  | -                  | -                  | -          | -          | -          | 5      | 2      |
| 2013          | Staal         | 3D            | 3          | 0          | CN              | 3               | 1               | -                  | -                  | -                  | -          | -          | -          | 6      | 1      |
| Totale Staal  | Totale Staal  | Totale Staal  | 8          | 2          |                 | 3               | 1               |                    | -                  | -                  |            | -          | -          | 11     | 3      |
| 2016          | Viking        | ES            | 24         | 5          | CN              | 2               | 1               | -                  | -                  | -                  | -          | -          | -          | 28     | 6      |
| 2017          | Viking        | ES            | 24         | 4          | CN              | 1               | 1               | -                  | -                  | -                  | -          | -          | -          | 25     | 5      |
| Totale Viking | Totale Viking | Totale Viking | 48         | 9          |                 | 3               | 2               |                    | -                  | -                  |            | -          | -          | 51     | 11     |
| 2018          | Start         | ES            | 21         | 5          | CN              | 4               | 2               | -                  | -                  | -                  | -          | -          | -          | 25     | 7      |
| 2019          | Start         | 1D            | 28+1       | 7+0        | CN              | 1               | 0               | -                  | -                  | -                  | -          | -          | -          | 30     | 7      |
| 2020          | Start         | ES            | 20         | 4          | -               | -               | -               | -                  | -                  | -                  | -          | -          | -          | 20     | 4      |
| Totale Start  | Totale Start  | Totale Start  | 69+1       | 16+0       |                 | 5               | 2               |                    | -                  | -                  |            | -          | -          | 75     | 18     |
| 2021          | Sandnes Ulf   | 1D            | 29         | 5          | CN              | 5               | 4               | -                  | -                  | -                  | -          | -          | -          | 34     | 9      |
| 2022          | Kongsvinger   | 1D            | 26+5       | 9+0        | CN              | 1               | 2               | -                  | -                  | -                  | -          | -          | -          | 32     | 11     |
| 2023          | Mjøndalen     | 1D            | 0          | 0          | CN              | 0               | 0               | -                  | -                  | -                  | -          | -          | -          | 0      | 0      |
| Totale        | Totale        | Totale        | 180+6      | 41+0       |                 | 17              | 11              |                    | -                  | -                  |            | -          | -          | 203    | 52     |